# Соляной (Чувашия)
Соляно́й (чув. Анаткас Апаш) — деревня в Моргаушском районе Чувашской Республики. Входит в состав Чуманкасинского сельского поселения.

## География
Находится в северо-западной части Чувашии, на расстоянии приблизительно 10 км на юго-запад по прямой от районного центра села Моргауши.

## История
Известна с 1858 года, когда в ней было 211 жителей. В 1906 году здесь было учтено 56 дворов и 281 житель, в 1926 — 63 двора и 302 жителя, в 1939 — 299 жителей, в 1979 — 187. В 2002 году было 53 двора, в 2010 — 51 домохозяйство. В 1930 году был образован колхоз «Чулкась» (в 1931 им. Молотова) в 2010 действовал СХПК им. Чкалова.

## Население
Постоянное население составляло 146 человек (чуваши 100 %) в 2002 году, 155 — в 2010.